# 割雪轉向

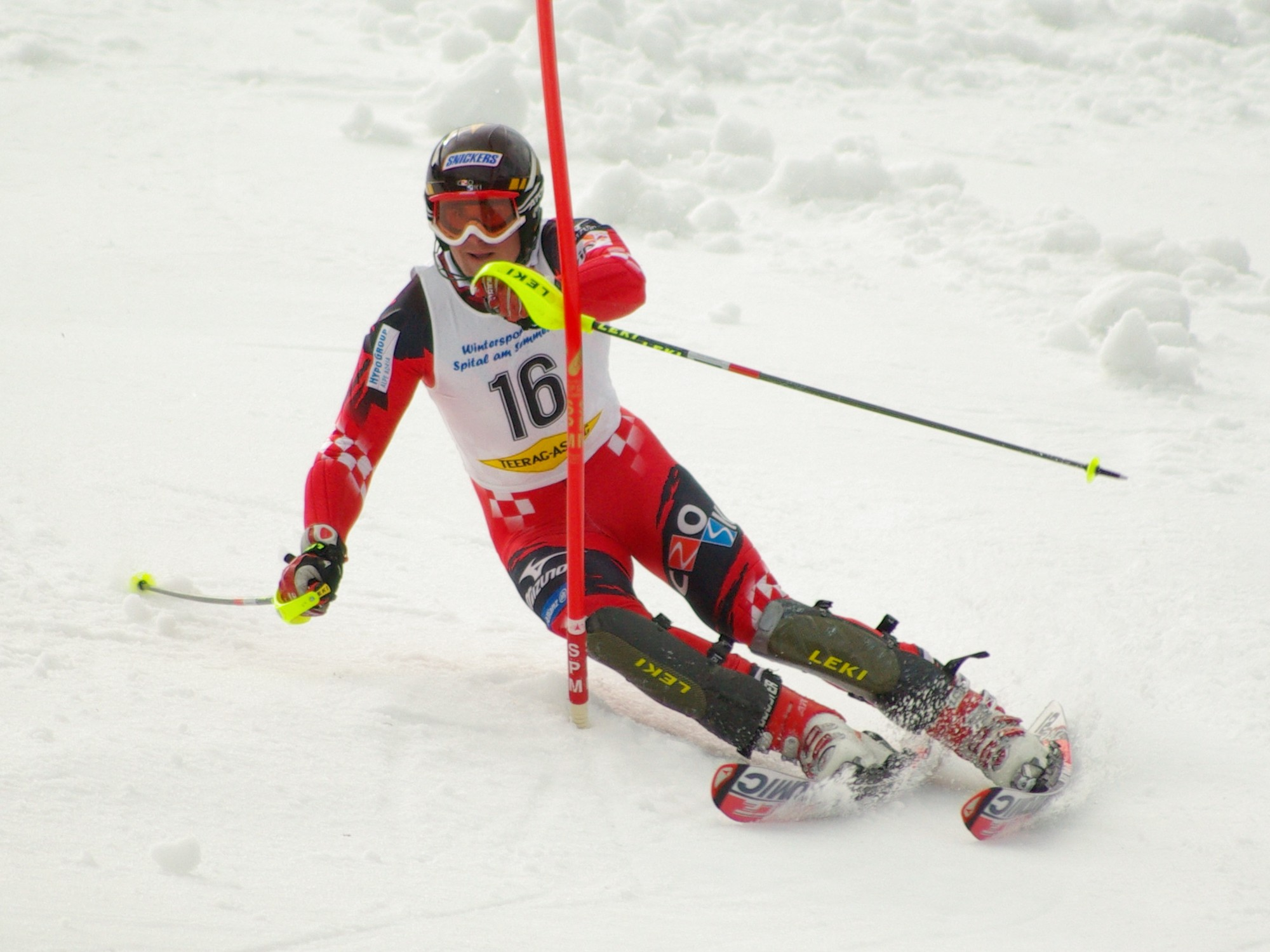
運動員割雪轉向時滑雪板呈傾側的狀態

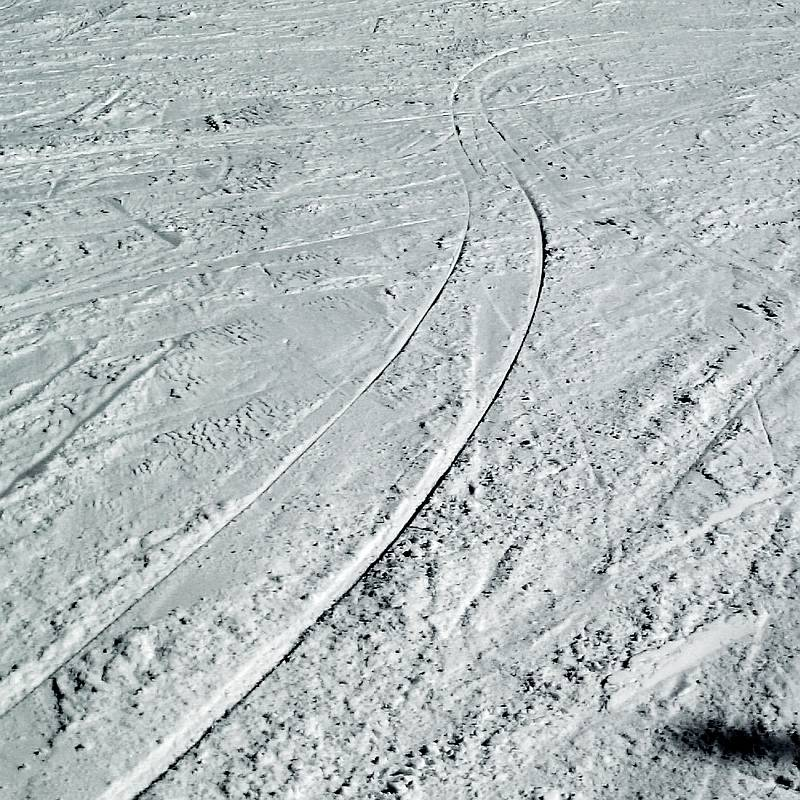
使用割雪轉向在雪地上留下的痕跡

割雪轉向，是較為進階的滑雪轉向技巧，靠滑雪板兩側的弧度和滑雪者自身的體重來轉向，比平行轉向和犁式轉向都要節省力氣。滑雪者主要透過控制膝蓋及腳踝，將滑雪板翻滾至傾側的狀態，由於滑雪板有一定的韌度，而且兩側呈弧形，在滑雪者身體重量的按壓下，滑雪板便變化成弧形的軌道，讓滑雪者可以在不費太多的體力下成功轉彎。隨後，滑雪者只要將滑雪板翻滾至躺平的狀態，轉向便即停止。控制好重心，令滑雪板的下壓減少後，便可以準備轉下一個彎。

## 外部連結
- .   [2021-12-02]. （原始内容存档于2014-11-02）.
- . （原始内容存档于2012-02-04）.
- .   [2021-12-02]. （原始内容存档于2021-12-02）.